# Bredon's Norton
Bredon's Norton – wieś i civil parish w Anglii, w Worcestershire, w dystrykcie Wychavon. W 2011 civil parish liczyła 247 mieszkańców. Bredons Norton jest wspomniana w Domesday Book (1086) jako Nortune.